# Francesc Marcer i Oliver
Francesc Marcer i Oliver (Vilafranca del Penedès 1836 - Sant Pere de Ribes 1919) fou un propietari rural i mecenes de la població de Sant Pere de Ribes, a la comarca del Garraf.
Francesc Marcer Oliver va néixer a Vilafranca el 1836. La seva família era propietària de la masia de Can Coll i, malgrat que vivia a Barcelona, tenia una forta estima per la població de Sant Pere de Ribes, on passava llargues temporades. Fou germà del religiós i científic Pere Marcer i Oliver.
L'agost de 1902 comprà els terrenys per a l'església de Sant Pere de Ribes i en finançà la construcció fins a la seva inauguració el 1910. Francesc Marcer va morir el 1919 a la masia de Can Coll i va ser enterrat al presbiteri de l'església.